# Trojský pivovar
Trojský pivovar v Praze-Troji je bývalý pivovar v ulici U Trojského zámku. Spolu s Trojským zámkem je chráněn jako nemovitá kulturní památka České republiky.

## Historie
Pivovar je poprvé zmíněn v polovině 18. století v Tereziánském katastru. Ve druhé polovině 19. století jej majitel rozšířil a modernizoval; při této modernizaci dal zbořit část budov, které původně dvůr uzavíraly. Provoz zde skončil kolem roku 1900.
Ve 20. letech 20. století zde sídlila Rolnická družstevní mlékárna. V roce 1972 byla část budov demolována a od roku 1973 se prostory využívaly jako skladiště obchodního domu Bílá labuť.

## Budova
Z areálu zůstala zachována severní fronta s bývalou budovou pivovaru, patrná je i historická struktura v charakteristických stavebních hmotách, například ve hvozdu. Zděná patrová budova pivovaru má východní část postavenou na obdélném půdorysu se zkoseným západním průčelím, na ni navazuje druhá část, postavená na půdorysu „L“ , kde vystupující hmotu tvoří čtyřpodlažní věž. Dvorní průčelí má hladkou fasádu s kordonovým pásem. Portál v přízemí je ohraničen štukovým ostěním s lištou, dvě obdélná okna po stranách pískovcovým ostěním a mříží a ležatá obdélná okénka v patře páskovými štukovými šambránami. Věž má cihlová režná nároží, mezipatrové římsy i segmentové záklenky nad okny. Jižní budova, která tvořila jižní hranici areálu, byla počátkem 70. let 20. století zčásti ubourána; vznikla zde velká hala.

## Popis
V roce 1885 měl výstav téměř 11000 hl piva.